# Craspedosis purpurea
Craspedosis purpurea là một loài bướm đêm trong họ Geometridae.